# Celso Humberto Delgado Ramírez
Celso Humberto Delgado Ramírez (* 29. Oktober 1942 in Nayarit) ist ein mexikanischer Politiker und ehemaliger Botschafter.

## Familie
Celso Humberto Delgado ist der Sohn von María Trinidad Ramírez García de Delgado, Ejidataria de Pantanal municipio de Xalisco, Nayarit und Celso Delgado Barreras.
Er ist mit María Eugenia Espriu Salazar de Delgado verheiratet. Das Paar hat vier Kinder.

## Ausbildung
Er studierte Rechtswissenschaften, internationales Recht, Betriebswirtschaft, Geschichte, Soziologie, Kameralistik, Englisch, Französisch und Spanisch an der Nationalen Autonomen Universität von Mexiko, 1962 war er stellvertretender Vorsitzender des universitären Rhetorik-Clubs.

## PRI – Funktionär
Er ist seit 1959 Mitglied der Partido Revolucionario Institucional, wo er zeitweise als Generalsekretär des  Consejo Ejecutivo Nacional (CEN) fungierte.
Von 1965 bis 1968 leitete er die Öffentlichkeitsarbeit der PRI-nahen Confederación de Jóvenes Mexicanos, der er von 1968 bis 1971 vorsaß.
Von 1971 bis 1972 leitete er die Öffentlichkeitsarbeit des PRI-nahen Consejo Nacional Extraordinario de la Confederación Nacional Campesina, der er  1972 vorsaß.
2007 wurde er Sekretär für internationale Beziehungen der PRI-nahen Confederación Nacional Campesina, Vorsitzender und Koordinator des internationalen Rates des Consejo Político Nacional der PRI, sowie Generaldelegierter der PRI in Michoacán.

## Parlamentarier
Von 1970 bis 1973, während der 48. Legislaturperiode  saß er im Kongress der Union Mexiko, wo er zeitweise den Vorsitz hatte.
Von 1. September 1982 bis 31. August 1988, während der 52. und der 53. Legislaturperiode saß erneut für den Wahlkreis Nayarit im mexikanischen Parlament.

## Diplomat
Von 11. Januar bis zum Jom-Kippur-Krieg am 10. Oktober 1973 war er Botschafter bei Anwar as-Sadat mit Sitz in Kairo sowie bis 1. Oktober 1973 auch bei der Regierung von Houari Boumedienne in Algerien akkreditiert.
Von 1. Dezember 1973 bis 1975 war er bis  1. Juli 1974 Botschafter bei Juan Perón und anschließend bei Isabel Martínez de Perón in Buenos Aires.
Am 23. September 1974 erhielt Rodolfo Puiggrós Gaviría, Delia Carnelli, Marcela Le Bozec, Morddrohungen von der Alianza Anticomunista Argentina, worauf er sich mit seiner Frau in die Calle Arcos 1650, dem Wohnsitz von Delgado als Botschafter in Buenos Aires begab und dort Asyl erhielt.
Von 1987 bis 1993 war er Gouverneur von Nayarit. In dieser Zeit wurden Straßen mit Bundesmitteln und Drittmitteln erstellt, die Aguamilpa-Talsperre und zahlreiche Altenheime errichtet.
Die 1970 begonnene Tourismusförderung unter der Bezeichnung Fideicomiso Bahia de Banderas wurde fortgeführt.
Von 1993 bis 1997 war er Generalkonsul in Montreal.
| Vorgänger                | Amt                                                              | Nachfolger                         |
| ------------------------ | ---------------------------------------------------------------- | ---------------------------------- |
| Manuel de Aráoz Herrasti | Mexikanischer Botschafter in Algier 11. Januar – 1. Oktober 1973 | Ernesto Madero Vázquez             |
| Manuel de Aráoz Herrasti | Mexikanischer Botschafter in Kairo 11. Januar – 10. Oktober 1973 | Roberto de Rosenzweig-Díaz Azmitia |
| Jaime Jiménez Muñoz      | Mexikanischer Botschafter in Buenos Aires 1973–1975              | Roque Antonio González Salazar     |
| Edmundo Flores Fernández | Mexikanischer Botschafter in Havanna 1975–1977                   | Roque Antonio González Salazar     |

| Vorgänger          | Amt                              | Nachfolger               |
| ------------------ | -------------------------------- | ------------------------ |
| Emilio M. González | Gouverneur von Nayarit 1987–1993 | Rigoberto Ochoa Zaragoza |